# Diócesis de Juazeiro
La diócesis de Juazeiro (en latín: Dioecesis Iuazeirien(sis) y en portugués: Diocese de Juazeiro) es una circunscripción eclesiástica latina de la Iglesia católica en Brasil, sufragánea de la arquidiócesis de Feira de Santana. La diócesis tiene al obispo Carlos Alberto Breis Pereira, O.F.M. como su ordinario desde el 7 de septiembre de 2016. 

## Territorio y organización
La diócesis tiene 58 397 km² y extiende su jurisdicción sobre los fieles católicos de rito latino residentes en 9 municipios del estado de Bahía: Juazeiro, Campo Alegre de Lourdes, Casa Nova, Curaçá, Pilão Arcado, Remanso, Sento Sé, Sobradinho y Uauá.
La sede de la diócesis se encuentra en la ciudad de Juazeiro, en donde se halla la Catedral de Nuestra Señora de las Grutas.
En 2019 en la diócesis existían 17 parroquias.

## Historia
La diócesis fue erigida el 22 de julio de 1962 con la bula Christi Ecclesia del papa Juan XXIII, obteniendo el territorio de las diócesis de Barra y Bonfim.
Originalmente sufragánea de la arquidiócesis de San Salvador de Bahía, el 16 de enero de 2002 pasó a formar parte de la provincia eclesiástica de la arquidiócesis de Feira de Santana.
El 17 de junio de 2011, en virtud del decreto Quo aptius de la Congregación para los Obispos, adquirió el municipio de Uauá de la diócesis de Paulo Afonso.

## Estadísticas
De acuerdo al Anuario Pontificio 2020 la diócesis tenía a fines de 2019 un total de 429 750 fieles bautizados.
| Año                                                                             | Población            | Población | Población      | Sacerdotes | Sacerdotes    | Sacerdotes    | Bautizados por sacerdote | Diáconos permanentes | Religiosos | Religiosos | Parroquias |
| Año                                                                             | Bautizados católicos | Total     | % de católicos | Total      | Clero secular | Clero regular | Bautizados por sacerdote | Diáconos permanentes | Varones    | Mujeres    | Parroquias |
| ------------------------------------------------------------------------------- | -------------------- | --------- | -------------- | ---------- | ------------- | ------------- | ------------------------ | -------------------- | ---------- | ---------- | ---------- |
| 1966                                                                            | 165 000              | 177 000   | 93.2           | 11         | 1             | 10            | 15 000                   |                      | 3          | 5          | 9          |
| 1970                                                                            | 150 000              | 194 000   | 77.3           | 14         | 4             | 10            | 10 714                   |                      | 13         | 7          | 10         |
| 1976                                                                            | 185 000              | 220 000   | 84.1           | 14         | 5             | 9             | 13 214                   |                      | 10         | 16         | 12         |
| 1980                                                                            | 218 000              | 261 000   | 83.5           | 12         | 4             | 8             | 18 166                   |                      | 11         | 21         | 12         |
| 1990                                                                            | 283 000              | 324 000   | 87.3           | 17         | 11            | 6             | 16 647                   |                      | 6          | 22         | 12         |
| 1999                                                                            | 327 000              | 374 000   | 87.4           | 16         | 9             | 7             | 20 437                   |                      | 7          | 25         | 12         |
| 2000                                                                            | 332 000              | 379 000   | 87.6           | 16         | 8             | 8             | 20 750                   |                      | 8          | 25         | 12         |
| 2001                                                                            | 336 000              | 384 000   | 87.5           | 16         | 9             | 7             | 21 000                   |                      | 7          | 25         | 12         |
| 2002                                                                            | 350 000              | 419 674   | 83.4           | 19         | 13            | 6             | 18 421                   |                      | 6          | 23         | 12         |
| 2003                                                                            | 350 000              | 419 674   | 83.4           | 18         | 13            | 5             | 19 444                   |                      | 6          | 24         | 13         |
| 2004                                                                            | 364 765              | 423 708   | 86.1           | 20         | 15            | 5             | 18 238                   |                      | 6          | 24         | 13         |
| 2006                                                                            | 373 000              | 433 000   | 86.1           | 24         | 20            | 4             | 15 541                   |                      | 4          | 18         | 13         |
| 2013                                                                            | 410 000              | 512 000   | 80.1           | 26         | 22            | 4             | 15 769                   |                      | 4          | 10         | 13         |
| 2016                                                                            | 407 432              | 507 812   | 80.2           | 33         | 29            | 4             | 12 346                   |                      | 4          | 7          | 16         |
| 2019                                                                            | 429 750              | 535 600   | 80.2           | 33         | 31            | 2             | 13 022                   |                      | 3          | 17         | 17         |
| Fuente: Catholic-Hierarchy, que a su vez toma los datos del Anuario Pontificio. |                      |           |                |            |               |               |                          |                      |            |            |            |

## Episcopologio
- Tomás Guilherme Murphy, C.SS.R. † (16 de octubre de 1962-29 de diciembre de 1973 renunció)
- José Rodrigues de Souza, C.SS.R. † (12 de diciembre de 1974-4 de junio de 2003 retirado)
- José Geraldo da Cruz, A.A. † (4 de junio de 2003-7 de septiembre de 2016 retirado)
- Carlos Alberto Breis Pereira, O.F.M., por sucesión el 7 de septiembre de 2016